# 第二院 (オランダ)
第二院（だいにいん、オランダ語: Tweede Kamer der Staten-Generaal、たんに Tweede Kamer とも）とは、オランダの議会であるスターテン・ヘネラールにおける下院。議員の定数は150で、政党名簿比例代表による選挙で選出される。第二院は第一院と同じく、デン・ハーグにおかれている。

## 権能
第二院は二院制であるオランダ議会でも第一院に対して優越的であり、法案の審議や内閣の行動の監視を行っている。内閣および第二院自身の両方に法案提出権があり、第二院において法案が審議され、過半数で採択されるとその法案は第一院に送られる。
内閣の行動監視は質問の形態で行われ、この質問により内閣に対して一定の行動を行わせたり、あるいはやめさせたりしている。また議員と閣僚との兼職は、解散から新議会の招集までの暫定内閣の期間を除いて認められていない。
第二院の議員は最高裁判所の判事の選任手続きにおいて、その候補者を最初に決定している。すなわち、第二院において3名が選定されたのち、内閣にその名簿を送付している。
また第二院ではオンブズマンとその補佐官を選任する。

## 選挙
第二院の任期は最大4年となっている。オランダ国内にいる有権者は政党を創設し、第二院の選挙で立候補する権利も有している。政府が議会の信任を得られなかった場合、与党間での連立が解消された場合、第二院の任期が満了した場合、連立政権が樹立できない場合においては選挙の実施が求められる。
選挙への参加を希望する政党は投票日の43日前までに、全国規模で30人以上の候補者が記載された名簿の登録を行わなければならない。また第二院に現職議員がいない政党は供託金の寄託が義務付けられている。2006年11月の選挙での供託金の額は11,250ユーロであった。また全19選挙区の各区に居住する市民から30名分の署名を提出しなければならない。候補者名簿は投票日の14日前までに有権者に配布される。このとき複数の政党がそれぞれの名簿を統一すること（lijstencombinatie）が認められており、これによって剰余議席を配分される機会が増えることになる。各候補には順位が割り振られ、とくに第1位の候補は lijsttrekker と呼ばれる。通常、最多議席獲得政党の第1位の候補が首相に就任することになる。各党は19選挙区ごとに異なる候補者名簿を用いることが選択できるが、議席の配分は選挙区ごとではなく全国規模で行われるため、ほとんどの政党が統一名簿を用いて選挙に臨んでいる。規模の大きい政党ではたいてい、名簿の最後のほうに地方の候補を記載している。
オランダの市民で18歳以上のものが投票する権利を有する。ただし例外として、1年以上の服役が科せられている受刑囚には投票権が与えられていない。1人の有権者が投票できるのは1票だけで、自分が選んだ候補者に対してその票を投じる優先投票が行われる。多くの有権者は各党の名簿の第1位候補に投票しているが（2006年11月の選挙ではキリスト教民主アピールが得票した2,608,573票のうち、ヤン・ペーター・バルケネンデが2,198,114票を集めた）、下位の候補の当落を決定するときには優先投票での得票数で判断されることがある。
投票結果が判明するとただちに各政党に議席が配分される。その方法はまず、全国規模での有効投票数を議員定数の150で割って当選基数（kiesdeler）を算出し、各党の得票数を当選基数で割って求められた数を各党に配分する。このため当選基数より得票数が少ない（つまりその政党の得票数を150倍にした数が全体の有効投票数よりも小さい）政党には議席が配分されない。つまり議席が配分されるには最低でも全体の有効投票数の0.67%を得票しなければならないということになる。この数値は国レベルでの議会の選挙での議席配分に必要な得票率としては世界でもっとも低いものである。具体的な事例を挙げると、1977年の選挙では全体の有効投票数のうち、わずか0.77%しか得票しなかった政党に1議席が配分されたということがある。なお得票数が基数の75%を上回った場合には供託金が返還される。
上記の方式で議席を分配して残った議席はドント方式で配分される。ドント方式は大政党に有利なものとなっている。さらに、この方式での議席分配は政党間で統一した名簿ごとに行われるため、名簿の規模が大きいほどより議席獲得の可能性が大きくなる。その後、名簿ごとに配分された議席は名簿を統一した政党間で、最大剰余方式で分配される。
各政党への議席配分数が判明するとただちに、名簿の順位に従って議席を各候補者に割り当てる（このため名簿の上のほうに登録されている候補者は、その政党の予想獲得議席数しだいではあるが、当選が見込まれる位置にあるといわれる）。ただしこのとき、優先投票での得票も当落決定のさいに考慮に入れられる。すなわち優先投票での得票数が上述の当選基数の4分の1（voorkeursdrempel という。この数値は全体の有効投票数の0.1675%となる）を上回った候補は、名簿での順位にかかわらず、自らの権利で当選することになる。2006年11月の選挙では27人の優先投票での得票数が当選基数の4分の1を超えたが、そのうち26名は名簿の順位によっても当選していたいっぽうで、残る1名は優先投票での得票数のみで当選を決めた。その後当選した候補者が、議員活動を続行することができなくなった場合（たとえば閣僚に就任すると議員を辞職しなければならない）、名簿の次の順位の者が繰り上がって当選する。
すべての議席の分配がなされると、議会多数派による新政府が組織されることになる。国王は連立政権の枠組みについて調査するインフォルマトゥール（情報提供者）と、連立協議を主導するフォルマトゥール（組閣担当者）を指名する。連立協議がまとまると、このフォルマトゥールが首相に就任することになる。通常フォルマトゥールは議会内の最大政党から指名されるが、この指名はオランダの政治において国王が有する最大の権限の1つとされている。オランダでは憲法において閣僚と第二院議員との兼職を禁止しているため、すべての閣僚は議員辞職しなければならない。
現行の比例代表制度が1918年に導入されて以降、いずれの政党も圧倒的過半数に達したことがない。1891年から1897年に自由連合が第二院で絶対過半数を保有していたのが最後である。そのため1918年以降は2つ以上の政党による連立が組まれている。

## 最近の選挙結果
| 政党 | 政党 | 政党                   | 2002 | 2003 | 2006 | 2010 | 2012 | 2017 | 2021 | 2023 |
| ---- | ---- | ---------------------- | ---- | ---- | ---- | ---- | ---- | ---- | ---- | ---- |
|      | PVV  | 自由党                 | -    | -    | 9    | 24   | 15   | 20   | 17   | 37   |
|      | GL   | フルンリンクス         | 10   | 8    | 7    | 10   | 4    | 14   | 8    | 13   |
|      | PvdA | 労働党                 | 23   | 42   | 33   | 30   | 38   | 9    | 9    | 12   |
|      | VVD  | 自由民主国民党         | 24   | 28   | 22   | 31   | 41   | 33   | 34   | 24   |
|      | NSC  | 新社会契約             | -    | -    | -    | -    | -    | -    | -    | 20   |
|      | D66  | 民主66                 | 7    | 6    | 3    | 10   | 12   | 19   | 24   | 9    |
|      | BBB  | 農民市民運動           | -    | -    | -    | -    | -    | -    | 1    | 7    |
|      | CDA  | キリスト教民主アピール | 43   | 44   | 41   | 21   | 13   | 19   | 15   | 5    |
|      | SP   | 社会党                 | 9    | 9    | 25   | 15   | 15   | 14   | 9    | 5    |
|      | Denk | Denk                   | -    | -    | -    | -    | -    | 3    | 3    | 3    |
|      | PvdD | 動物党                 | -    | 0    | 2    | 2    | 2    | 5    | 6    | 3    |
|      | FvD  | 民主主義フォーラム     | -    | -    | -    | -    | -    | 2    | 8    | 3    |
|      | SGP  | 改革政党               | 2    | 2    | 2    | 2    | 3    | 3    | 3    | 3    |
|      | CU   | キリスト教連合         | 4    | 3    | 6    | 5    | 5    | 5    | 5    | 3    |
|      | Volt | Volt Nederland         | -    | -    | -    | -    | -    | -    | 3    | 2    |
|      | JA21 | 正しい答え2021         | -    | -    | -    | -    | -    | -    | 3    | 1    |
|      | 50+  | 50プラス               | -    | -    | -    | -    | 2    | 4    | 1    | 0    |
|      | BIJ1 | BIJ1                   | -    | -    | -    | -    | -    | 0    | 1    | 0    |
|      | LPF  | ピム・フォルタイン党   | 26   | 8    | 0    | -    | -    | -    | -    | -    |
|      | LN   | 住みよいオランダ       | 2    | 0    | -    | -    | -    | -    | -    | -    |
|      |      |                        | 150  | 150  | 150  | 150  | 150  | 150  | 150  | 150  |